# Rhaphiptera nodifera
Rhaphiptera nodifera es una especie de escarabajo longicornio del género Faustabryna, tribu Pteropliini, subfamilia Lamiinae. Fue descrita científicamente por Audinet-Serville en 1835.
El período de vuelo ocurre durante los meses de enero, febrero, marzo, abril, septiembre, octubre y noviembre.

## Descripción
Mide 21-32 milímetros de longitud.

## Distribución
Se distribuye por Argentina, Bolivia, Brasil y Paraguay.